# Tipográfia TE
Tipográfia TE – węgierski klub piłkarski z siedzibą w Budapeszcie działający w latach 1903–1960.

## Historia

### Chronologia nazw
Typographia SC
- 1903: Tipográfia Testedző Egyesület (ang. Typographia Sport Club (SC)
- 1909 - klub zawiesił swoją działalność.

Typographia NyTE
- 1934: Tipográfia FC
- 1934: Tipográfia Nyomda Torna Egylet (NyTE)
- 1950: Tipográfia Állami Nyomda (połączenie z Állami Nyomda w jeden klub)
- 1951: Állami Nyomda SK
- 1952: Szikra Állami Nyomda
- 1953: Budai Szikra (połączenie z Óbudai Szikra w jeden klub)
- 1954: Szikra Állami Nyomda
- 1955: Szikra SE
- 1956: Tipográfia Testedző Egyesület (TE)

### Powstanie klubu
Klub powstał w 1903 roku jako Tipográfia Testedző Egyesület. Przez pierwsze dwa lata klub występował w drugiej lidze. W premierowym sezonie klub zajął czwarte miejsce, a w kolejnym drugie i uzyskał awans do pierwszej ligi. Pobyt zespołu w najwyższej lidze trwał do sezonu 1908/1909, gdy klub zajął ostatnie miejsce w tabeli. Był to ostatni sezon w najwyższej lidze. Klub został rozwiązany i reaktywowany dopiero po dwudziestu pięciu latach.

### Reaktywacja i rozwiązanie klubu
Po reaktywacji w 1934 roku drużyna stopniowo awansowała od siódmej do drugiej ligi. Jednak po dwóch latach w drugiej lidze klub spadł do trzeciej ligi, w której spędził osiem sezonów. W ostatnich dwóch sezonach istnienia klubu grał w czwartej lidze. Ostatecznie rozwiązany został po sezonie 1959/1960.

## Osiągnięcia
- W lidze (4 sezony na 109) : 1906-1908/09